# Ulrich Heimann
Ulrich Heimann (* 14. Februar 1964 in Haslach im Kinzigtal) ist ein deutscher Koch.

## Werdegang
Heimann stammt aus dem Schwarzwald, wo er 1980 mit seiner Ausbildung zum Koch im Gasthaus Ochsen in Fischerbach begann. Dann ging er zur Bundeswehr ins Offizierskasino nach Köln. Ab 1988 folgten verschiedene Stationen in Frankfurt am Main und 1991 der Abschluss als Küchenmeister in München.
1991 wurde er Küchenchef im Restaurant Arcadia in Frankfurt am Main, 1992 Prinz Frederik Room im Hotel Abtei in Hamburg.
Seit 2005 ist Heimann Executive Chef das Restaurant Le Ciel im Kempinski Hotel Berchtesgaden, das von 2006 bis 2019 mit einem Michelinstern ausgezeichnet wurde. 2020 wurde das Restaurant umgebaut und in Gourmet Restaurant PUR umbenannt; 2021 wurde es erneut mit einem Michelinstern ausgezeichnet. 2024 kam der zweite Stern hinzu.

## Auszeichnungen
- 2006–2019: Ein Stern im Guide Michelin für das Restaurant Le Ciel in Berchtesgaden
- 2021–2023: Ein Stern im Guide Michelin für das Nachfolge-Restaurant PUR in Berchtesgaden[2]
- 2024: Zwei Sterne im Guide Michelin für das Restaurant PUR in Berchtesgaden[3]

## Veröffentlichungen
- Beiträge im Buch von Doris Maier: Spitzenhäppchen. Müry Salzmann, Salzburg 2011, ISBN 978-3-99014-038-3.